# Ice Age: Dawn of the Dinosaurs
Ice Age: Dawn of the Dinosaurs (bra: A Era do Gelo 3 ou A Era do Gelo 3: Despertar dos Dinossauros; prt: A Idade do Gelo 3: Despertar dos Dinossauros) é um filme de comédia de animação computadorizada americano de 2009 produzido pela Blue Sky Studios e distribuído pela 20th Century Fox. É a terceira parte da franquia Ice Age e a continuação de Ice Age: The Meltdown (2006). Foi dirigido por Carlos Saldanha e co-dirigido por Mike Thurmeier. Ray Romano, John Leguizamo e Denis Leary reprisam seus papéis dos dois primeiros filmes, enquanto Queen Latifah, Seann William Scott e Josh Peck reprisam seus papéis de The Meltdown, com Simon Pegg se juntando ao elenco no papel de uma doninha chamada Buck. O filme mostra o bicho-preguiça-gigante Sid sendo levado por uma fêmea tiranossauro depois de roubar seus ovos, levando o resto do grupo a resgatá-lo em um desconhecido mundo tropical habitado por dinossauros abaixo do gelo.
O filme teve sua estreia mundial em 1 de julho de 2009, tornando-se o primeiro filme da série Ice Age e da 20th Century Fox a ser lançado em 3D. Apesar de receber resenhas mistas dos críticos de cinema, o filme se consolidou como a maior bilheteria da franquia Ice Age e da Blue Sky Studios, arrecadando mais de US$ 886,7 milhões em todo o mundo.

## Elenco
- Ray Romano como Manny, um mamute-lanoso e líder do bando. Ele também é o companheiro de Ellie, a qual terá junto com ela um filhote. No Brasil com voz de Diogo Vilela.
- Denis Leary como Diego, um tigre dente-de-sabre membro do bando que sente que sua aproximação junto aos seus amigos está fazendo perder sua habilidade de caça, decidindo deixar o grupo. No Brasil, Márcio Garcia.
- John Leguizamo como Sid, uma preguiça-gigante "fundador" do bando. Sid, passando vontade de ter filhos assim como Manny, adota três ovos a qual nascem três bebês dinossauros. No Brasil, Tadeu Mello.
- Queen Latifah como Ellie, uma mamute-lanosa, companheira de Manny que está grávida. Ellie é irmã adotiva de Crash e Eddie. No Brasil, Cláudia Jimenez.
- Seann William Scott como Crash, um gambá, irmão biológico de Eddie e irmão adotivo de Ellie. No Brasil, Nizo Neto, substituindo Peterson Adriano.
- Josh Peck como Eddie, um gambá , irmão biológico de Crash e irmão adotivo de Ellie. No Brasil, Gustavo Nader.
- Simon Pegg como Buck, uma doninha macho de um olho só e caçador de dinossauros que se junta ao bando para ajudar na procura por Sid. No Brasil, Alexandre Moreno.
- Chris Wedge como Scrat, um esquilo com dentes de sabre que vive atrás de sua bolota.
- Karen Disher como Scratte, uma esquilo-voador fêmea com dentes de sabre e interesse amoroso de Scrat.
- Bill Hader como a gazela que Diego tenta caçar no início do filme. No Brasil, Eduardo Borgerth.
- Joey King como a castora filhote que aparece brincando no playgroud. No Brasil, Hannah Buttel.
- Kristen Wiig como a mãe castor
- Jane Lynch como a mãe gastornis
- Maile Flanagan como a mãe porco-formigueiro. No Brasil, Christiane Monteiro.
- Carlos Saldanha como os bebês dinossauros.

No Brasil, o filme foi dublado pelo estúdio Delart, sediado no Rio de Janeiro.

## Produção
Para a produção de um terceiro filme da série Ice Age, a Blue Sky Studios decidiu que iria contar uma aventura mais fantástica, "como se fosse encontrar um 'Shangri-La' no meio da selva". O filme inicialmente recebeu o título de projeto de "Ice Age: A New Beginning".
O designer de personagens Peter de Sève aprovou os novos personagens na história, já que ele não conseguia pensar em nenhum outro mamífero gigante para colocar no enredo. A abordagem de um "mundo perdido" levou à criação de dinossauros coloridos, pois segundo o próprio Sève "os dinossauros não precisavam ser apenas marrons, e você pode tomar liberdades porque ninguém sabe de que cor eles eram". O desenho de Rudy foi inspirado no baryonyx por causa de sua aparência de crocodilo.
O filme foi lançado no RealD Cinema. Durante o lançamento, foi gerada uma certa controvérsia quando a Fox anunciou que não pagaria mais o fornecimento de óculos 3D para os cinemas, o que levou uma série de exibidores a ameaçar deixar de exibir o filme em 3D.
O primeiro trailer do filme estreou com o filme Horton Hears a Who! em 14 de março de 2008, ficando disponível em plataformas on-line em 7 de abril de 2008. Queen Latifah gravou um cover da música "Walk the Dinosaur".
É o último filme da Blue Sky Studios a contar com o versão 1994-2010 do logotipo da 20th Century Fox, visto que a distribuidora mudou o logo para uma nova versão digital em comemoração de seu 75º aniversário, adicionando um holofote extra e palmeiras na frente do título.

## Recepção

### Comercial
Ice Age: Dawn of the Dinosaurs estreou nos Estados Unidos faturando US$ 13 milhões no primeiro dia. Durante o fim de semana, arrecadou US$ 41,7 milhões, ficando apenas US$ 800 mil atrás do faturamento de Transformers: Revenge of the Fallen nos mesmos três dias. O filme faturou US$ 196.573.705 nos EUA e US$ 690.113.112 mundialmente - a terceira maior bilheteria de 2009, atrás de Avatar e Harry Potter and the Half-Blood Prince, e a vigésima segunda maior bilheteria da história (quarta maior de uma animação, atrás de Toy Story 3, Shrek 2 e Finding Nemo).
No Brasil, o filme estreou a 1 de julho de 2009 e se tornou o sexto maior público da história com 9 milhões de espectadores, superando, inclusive, o faturamento de Titanic atingindo a marca de R$ 80 milhões arrecadados.
O filme estreou a 2 de Julho de 2009 em Portugal e, logo na sua primeira semana em cartaz, teve 188.217 espectadores, entrando directamente para o primeiro lugar da tabela dos mais vistos, acabando por se tornar a maior bilheteria do ano com mais de 637 mil espectadores, segundo o Instituto de Cinema e Audiovisual.

### Crítica
Ice Age: Dawn of the Dinosaurs teve recepção mista da crítica cinematográfica. No Rotten Tomatoes o filme tem uma taxa de aprovação de 46% com base em 162 avaliações e uma classificação média de 5,41/10; o consenso crítico do site diz: "Ice Age: Dawn of the Dinosaurs possui uma excelente animação - em particular, os dinossauros são maravilhosamente animados - mas sua história é cansativa e monótona". No Metacritic o filme detém uma pontuação de 50 de 100 com base em 25 críticas, indicando "revisões mistas ou médias". As audiências pesquisadas pelo CinemaScore deram ao filme uma nota média de "A−" em uma escala de A+ a F.
Roger Ebert deu ao filme três estrelas e meia de quatro, alegando: "Ice Age: Dawn of the Dinosaurs é o melhor dos três filmes sobre os nossos amigos no bando inter-espécies de heróis pré-históricos. E envolve alguns dos melhores usos de 3-D que eu vi em um recurso de animação". Lou Lumenik do New York Post premiou o filme com 3 estrelas afirmando que o filme "dá muito mais ênfase na ação numa sequência bem trabalhada, em ritmo acelerado".

### Indicações a prêmios
O filme foi indicado em duas categorias na oitava cerimônia do Visual Effects Society Awards, por "Melhor Animação em um Filme de Animação" e "Melhor Personagem Animado em um Filme de Animação".

## Video game
Um jogo de videogame em tie-in foi lançado em 30 de junho de 2009, para Xbox 360, Nintendo Wii, PlayStation 3, PlayStation 2, Nintendo DS e Microsoft Windows. Publicado pela Activision, a Eurocom desenvolveu as versões para console e PC, enquanto a Artificial Mind & Movement desenvolveu a versão para Nintendo DS. O jogo permite que os jogadores joguem como um dos personagens do filme, descobrindo o mundo subterrâneo dos dinossauros e resolvendo quebra-cabeças em mais de 15 níveis.